# Jan Olszar
Jan Olszar (ur. 24 marca 1898 w Dzięgielowie, zm. 16 sierpnia 1961 w Winnipeg) – polski publicysta i pastor, działacz polonijny.

## Życiorys
Syn Jana, gospodarza w Dzięgielowie. W 1917 zdał maturę w polskim gimnazjum w Cieszynie. Później został wcielony do armii austriackiej i wysłany na front włoski. W czasie I wojny światowej dosłużył się stopnia porucznika.
W styczniu 1919 jako żołnierz wojska polskiego odpierał najazd Czechów na Śląsk Cieszyński. Studiował teologię w Warszawie i Strasburgu. Ukończywszy studia w 1926 był wikariuszem w Cieszynie. W 1928 wyjechał do Kanady, gdzie został pastorem w parafii ewangelickiej w Inglis w Manitobie. W czasie II wojny światowej służył jako kapitan w I Korpusie Wojsk Polskich w Szkocji od 20 października 1943 po reaktywowaniu etatu kapelana ewangelickiego.
Po 1945 był pracownikiem drukarni. Pisał też artykuły literackie do „Czasu”.